# راسيل كولي
راسيل كولي (بالإنجليزية: Russell Sidney Colley)‏ هو مهندس فضاء جوي أمريكي، ولد في 22 يوليو 1897 في ستونهام في الولايات المتحدة، وتوفي في 4 فبراير 1996 في سبرينغفيلد في الولايات المتحدة.